# تونی آزیتو
تونی آزیتو (انگلیسی: Tony Azito; ۱۸ ژوئیهٔ ۱۹۴۸ – ۲۶ مهٔ ۱۹۹۵) بازیگر، و بازیگر سینما اهل ایالات متحده آمریکا بود.